# DeQuincy (Louisiana)
DeQuincy ist eine Kleinstadt (mit dem Status „City“) im Calcasieu Parish im US-amerikanischen Bundesstaat Louisiana. Das U.S. Census Bureau hat bei der Volkszählung 2020 eine Einwohnerzahl von 3.144 ermittelt.

## Geografie
DeQuincy liegt im Südwesten Louisianas, rund 30 km östlich des Sabine River, der die Grenze zu Texas bildet. Die geografischen Koordinaten von DeQuincy sind 30°27′02″ nördlicher Breite und 93°26′00″ westlicher Länge. Das Stadtgebiet erstreckt sich über eine Fläche von 8,3 km².
Benachbarte Orte von DeQuincy sind Oretta (8,9 km nördlich), Ragley (21,9 km ostnordöstlich), Sulphur (28,9 km südsüdöstlich) und Starks (27,5 km südwestlich).
Die nächstgelegenen Großstädte sind Lafayette (160 km östlich), Louisianas Hauptstadt Baton Rouge (243 km in der gleichen Richtung), Shreveport (274 km nördlich), Beaumont in Texas (83,6 km westsüdwestlich) und Texas’ größte Stadt Houston (217 km in der gleichen Richtung).

## Verkehr
Im Stadtgebiet von DeQuincy kreuzen die Louisiana Highways 12 und 27. Alle weiteren Straßen sind untergeordnete Landstraßen, teils unbefestigte Fahrwege sowie innerörtliche Verbindungsstraßen.
Im Stadtgebiet von DeQuincy treffen mehrere Eisenbahnstrecken der Kansas City Southern und der Union Pacific Railroad zusammen.
Mit dem Lake Charles Regional Airport befindet sich 53,8 km südsüdöstlich der nächste Regionalflughafen. Der nächstgelegene internationale Großflughafen ist der George Bush Intercontinental Airport in Houston (205 km westlich).

## Bevölkerung
Nach der Volkszählung im Jahr 2010 lebten in DeQuincy 3235 Menschen in 1252 Haushalten. Die Bevölkerungsdichte betrug 389,8 Einwohner pro Quadratkilometer. In den 1252 Haushalten lebten statistisch je 2,53 Personen.
Ethnisch betrachtet setzte sich die Bevölkerung zusammen aus 77,2 Prozent Weißen, 19,6 Prozent Afroamerikanern, 0,9 Prozent amerikanischen Ureinwohnern, 0,4 Prozent Asiaten sowie 0,1 Prozent aus anderen ethnischen Gruppen; 1,8 Prozent stammten von zwei oder mehr Ethnien ab. Unabhängig von der ethnischen Zugehörigkeit waren 1,3 Prozent der Bevölkerung spanischer oder lateinamerikanischer Abstammung.
26,9 Prozent der Bevölkerung waren unter 18 Jahre alt, 55,9 Prozent waren zwischen 18 und 64 und 17,2 Prozent waren 65 Jahre oder älter. 52,7 Prozent der Bevölkerung war weiblich.

Das mittlere jährliche Einkommen eines Haushalts lag bei 32.478 USD. Das Pro-Kopf-Einkommen betrug 19.473 USD. 19,1 Prozent der Einwohner lebten unterhalb der Armutsgrenze.

## Bekannte Bewohner
- Smiley Lewis (1913–1966) – Blues- und R&B-Sänger – geboren und aufgewachsen in DeQuincy
- Tina Girouard (1946–2020) – Künstlerin – geboren in DeQuincy
- Desmond Penigar (* 1981) – Basketballspieler – geboren in DeQuincy